# Osádka
Osádka (in ungherese Oszádka) è un comune della Slovacchia facente parte del distretto di Dolný Kubín, nella regione di Žilina.